# Were You There?
Were You There – płyta DVD brytyjskiego zespołu muzycznego Anathema. Jest ona zapisem koncertu grupy w Krakowie, który odbył się 30 stycznia 2004 roku. Zawiera także dodatkowe utwory, z których trzy zostały nagrane akustycznie, razem z kwartetem smyczkowym w Liverpoolu.

## Lista utworów

### Koncert w Krakowie
1. "Intro: Childhood Dreams"
2. "Balance"
3. "Closer"
4. "Pressure"
5. "Release"
6. "Forgotten Hopes"
7. "Destiny Is Dead"
8. "Are You There?"
9. "One Last Goodbye"
10. "Pulled Under at 2000 Metres a Second"
11. "Parisienne Moonlight"
12. "A Natural Disaster"
13. "Judgement"
14. "Panic"
15. "Temporary Peace"
16. "Flying"

### Utwory zagrane w Liverpoolu
1. "One Last Goodbye"
2. "Temporary Peace"
3. "Flying"

### Pozostałe
1. "Pressure" (wideoklip)
2. "Release" (fragment koncertu w Londynie w listopadzie 2002 roku)
3. "A Natural Disaster" (fragment koncertu w Hamburgu)

## Twórcy
- Vincent Cavanagh – śpiew, gitara
- Daniel Cavanagh – gitara
- Jamie Cavanagh – gitara basowa
- John Douglas – instrumenty perkusyjne
- Les Smith – instrumenty klawiszowe